# Nazarabad (ort i Azerbajdzjan)
Nazarabad (azerbajdzjanska: Nəzərabad) är en ort i Azerbajdzjan.   Den ligger i kommunen Babek Rayon och distriktet Nachitjevan, i den sydvästra delen av landet, 400 km väster om huvudstaden Baku. Nazarabad ligger 991 meter över havet och antalet invånare är 1 036.
Terrängen runt Nazarabad är kuperad åt nordväst, men åt sydost är den platt. Närmaste större samhälle är Nachitjevan, 11,6 km söder om Nazarabad. 
Trakten runt Nazarabad består i huvudsak av gräsmarker. Runt Nazarabad är det tätbefolkat, med 735 invånare per kvadratkilometer.